# Имитатор подводной лодки
Имитаторы подводных лодок — плавучие средства постановки помех, воспроизводящие шумы подводной лодки, ультразвуковые излучения, а также имитирующие маневрирование подводной лодки по курсу, скорости и глубине.

## Описание
Современные самоходные имитаторы подводных лодок являются сложными и весьма совершенные технические устройства, которые могут воспроизводить как первичное — шумовое, так и вторичное — отражённое акустические поля подводной лодки, имитировать отражающую акустические волны кильватерную струю, а некоторые образцы имитаторов могут воспроизводить и другие физические поля подводной лодки, например магнитное (для воспроизведения магнитного поля подводной лодки, регистрируемого магнитными обнаружителями противолодочных самолётов и вертолётов, за кормой имитатора буксируется протяжённый медный кабель, питаемый электрическим током). Степень правдоподобия воспроизведения физических полей и признаков, демаскирующих подводную лодку, может быть различной, она определяется основным назначением имитатора. Имитаторы, оснащённые программно-аппаратными комплексами, могут осуществлять длительное маневрирование по заранее заданной программе. Всё это делает их весьма эффективным средством противодействия. Эти же свойства обеспечивают успешное применение имитаторов в качестве гидроакустических мишеней при обучении личного состава, в первую очередь акустиков-операторов противолодочных сил. Использование имитаторов в качестве мишеней направлено ко всему прочему на экономию средств при обеспечении боевой подготовки экипажей подводных лодок, кораблей противолодочной борьбы и противолодочной авиации.

## Классификация
В зависимости от способа приведения в движение и наличия, либо отсутствия двигательной установки, имитаторы могут быть дрейфующие, буксируемые и самодвижущиеся.
В зависимости от их назначения различают имитаторы подводных лодок как
1. Разновидность ложных целей, применяемых в сочетании со средствами гидроакустического подавления (ГПД) для отвлечения противолодочных сил и средств противника, в свою очередь подразделяющиеся на
  1. запускаемые из торпедных аппаратов настоящих подводных лодок, перед входом их в зону активного противодействия противника, либо в район действий противолодочной авиации противника.
  2. заходящие своим ходом в охраняемый водный район противника плавсредства в форме мини-субмарин с примитивной двигательной установкой, без команды и оборудования (кроме гидроакустических имитационных средств) на борту, — такого рода мини-субмарины производились компанией «Гудьир» для ВМС США[4].
2. Разновидность движущихся подводных мишеней, применяемых для подготовки военнослужащих собственных противолодочных сил.